# Delias henningia
Delias henningia är en fjärilsart som beskrevs av Johann Friedrich von Eschscholtz 1821. Delias henningia ingår i släktet Delias och familjen vitfjärilar. Inga underarter finns listade i Catalogue of Life.

## Bildgalleri

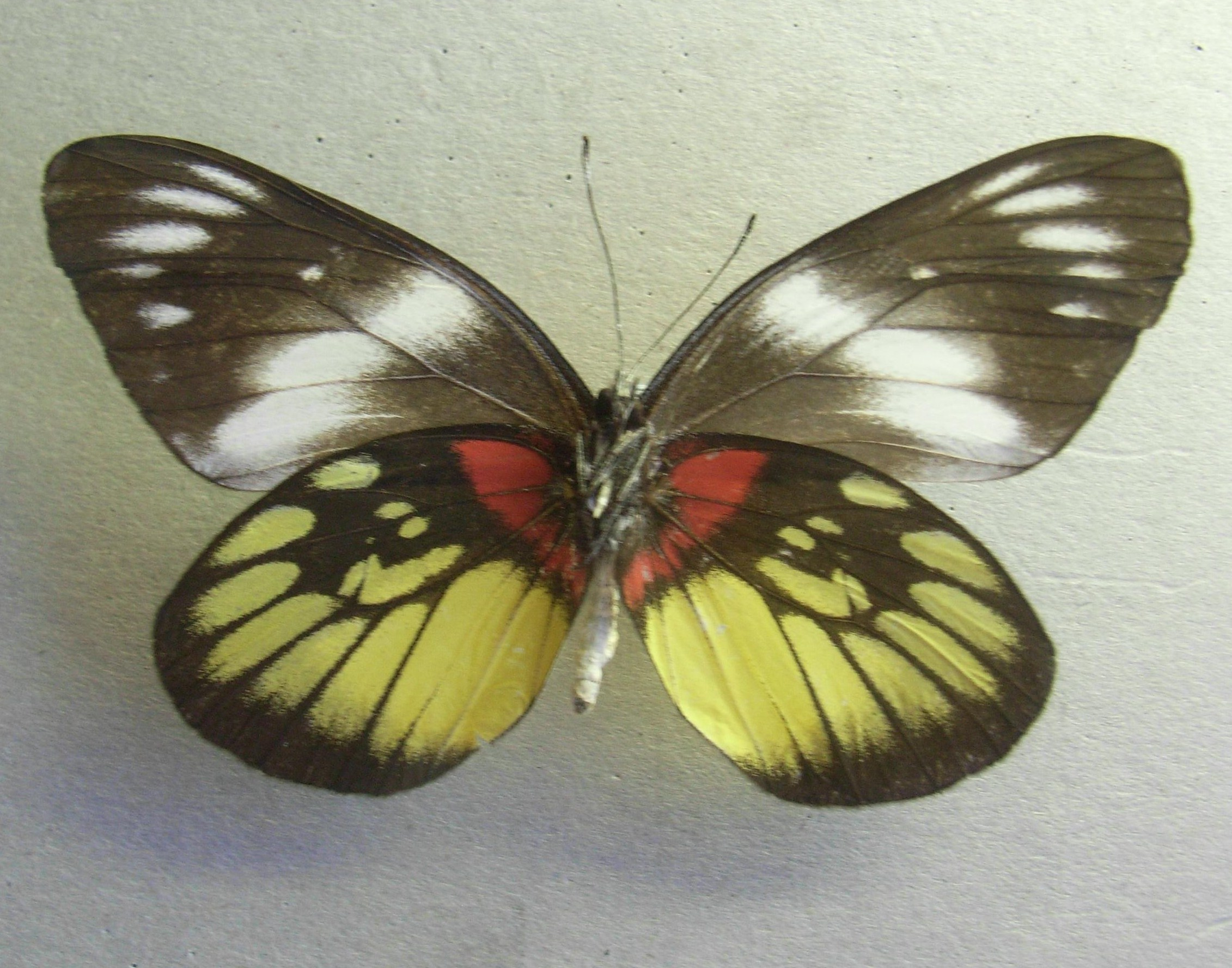
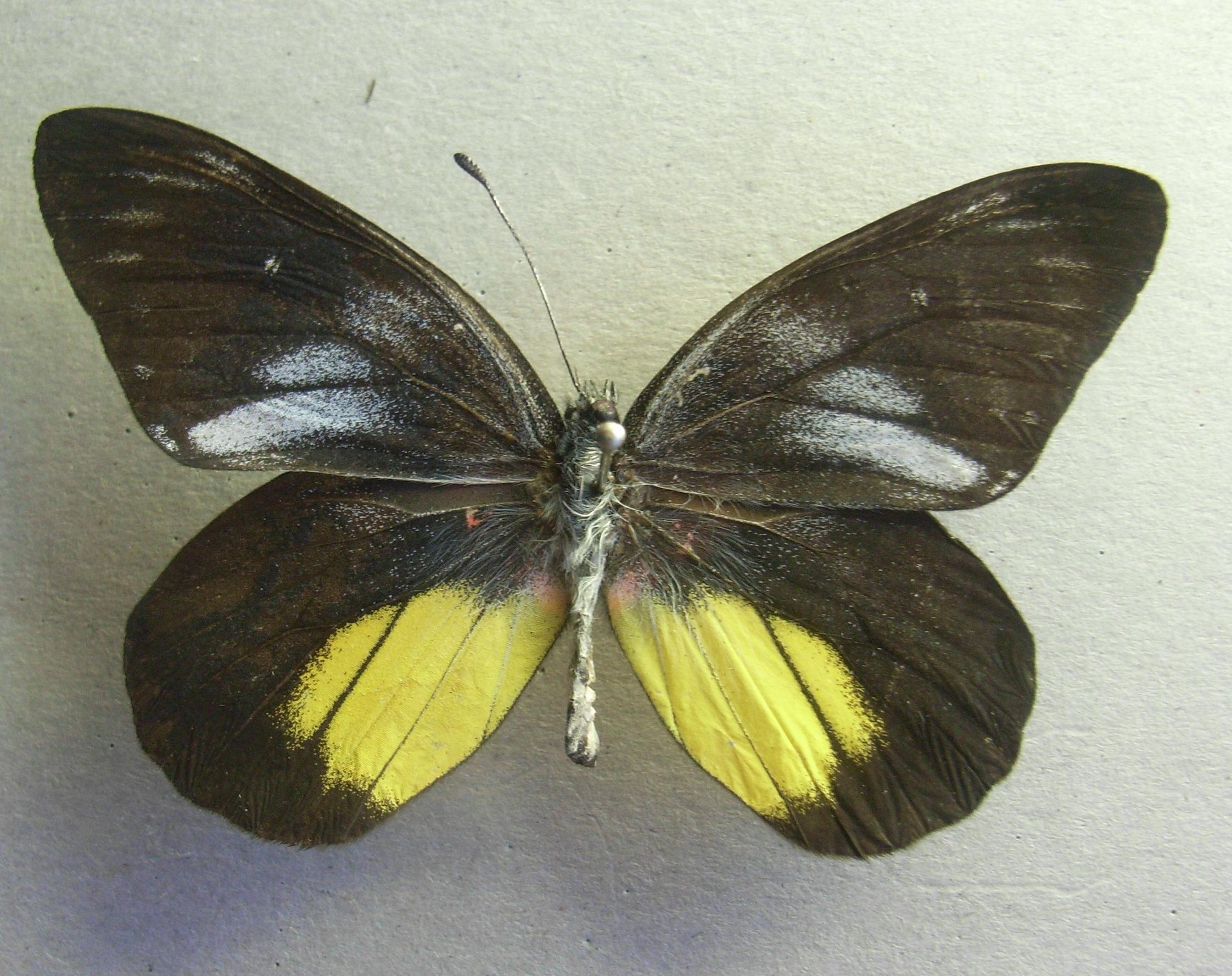